# Béatrix Excoffon
Pour les articles homonymes, voir Excoffon.
Béatrix Excoffon, née le 10 juillet 1849 à Cherbourg, dans la Manche, et morte le 30 décembre 1916 à Paris (16e arrondissement), est une militante républicaine qui fut ambulancière pendant la Commune de Paris en 1871. Elle est surnommée « la républicaine ».

## Biographie
En 1870, Excoffon vit sans emploi depuis quatre ans avec un imprimeur, François. Ils ont deux enfants.
À la création du Club de la boule noire en 1871, elle est vice-présidente tandis que Sophie Poirier en est la présidente. Un appartement au 32, rue des Acacias où elle demeure est réquisitionné pour les besoins de ce club,.
Dans La Commune, Louise Michel raconte que Poirier, Blin et Excoffon allèrent la chercher à la sortie de sa classe pour créer le comité de vigilance de Montmartre.
Durant une réunion du club de la salle Ragache début avril, elle explique « Nous sommes assez nombreuses pour aller soigner les blessés ». Le 3 avril 1871, Excoffon prend part à une marche de femmes en direction de Versailles, où l’Assemblée nationale est réfugiée, à l'instar de celles qui marchèrent en octobre 1789,. Excoffon met en place une ambulance volante au fort d'Issy pour les Enfants-Perdus pendant une quinzaine de jours,. L'ambulance de Béatrix Excoffon, est rejointe par Alix Payen qui réalise ses premiers soins dès le jour de son arrivée sur son mari blessé à l'œil.

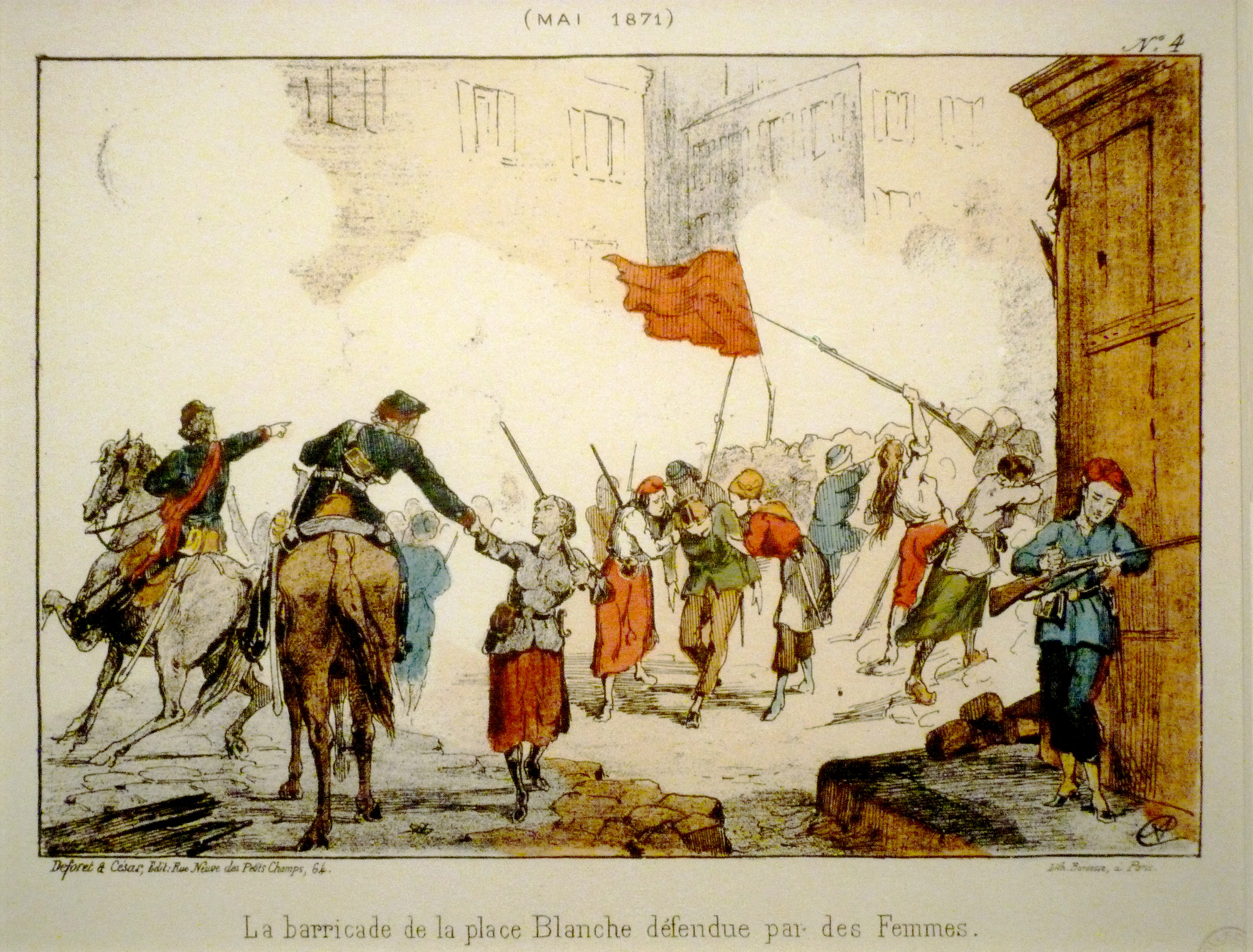
La barricade de la place Blanche défendue par des femmes, lithographie d'Hector Moloch.

Au cours de la semaine sanglante où les troupes versaillaises entrent dans Paris, Excoffon défend la place Blanche sur une barricade le 23 mai 1871 en compagnie d'Élisabeth Dmitrieff, Nathalie Lemel, Blanche Lefebvre et Malvina Poulain, ambulancière elle aussi. 120 femmes y retardent les troupes du général Clinchant avant de se replier, épuisées et à court de munitions, place Pigalle,.
Le 4e conseil de guerre la condamne à la déportation dans une enceinte fortifiée le 13 octobre 1871. Elle est d'abord emprisonnée à Satory, en compagnie de Louise Michel puis à la prison centrale d’Auberive. Au cours de son procès Excoffon explique que la marche sur Versailles était dans le but de trouver une conciliation pour éviter l'affrontement. Louise Michel demande l’intervention de Victor Hugo pour la libérer, celle-ci ayant perdu ses parents et son beau-frère plus récemment. Excoffon fit acte de soumission et sa peine fut commuée aboutissant à sa libération le 26 novembre 1878,.
Excoffon et son partenaire se marient le 5 septembre 1874.
Le 21 janvier 1905, elle est témoin de l'arrivée à la gare de Lyon du cercueil de Louise Michel.